# Cas essiu modal
El cas essiu modal és un cas gramatical present en hongarès que expressa principalment l'estat, capacitat o posició que hom té (Cas essiu: ex. «com a recompensa», «per exemple»), la manera en què alguna cosa és feta, o la llengua que algú coneix (Cas modal: ex. "inesperadament", "parla català"). Es denota pel sufix -ul.
Un exemple d'això podem trobar-lo a la frase "Beszélek magyarul." (Parlo hongarès). La frase denota l'habilitat de parlar un idioma. Seguint les regles de l'harmonia vocàlica, ul esdevé ül en casos com "Beszélek németül." (Parlo alemany.), ja que la paraula "Alemany", német és composta completament per vocals mitjanes i frontals.